# Gran Premio di superbike di Assen 2014
Il Gran Premio di superbike di Assen 2014 è stato la terza prova del mondiale superbike del 2014, nello stesso fine settimana si è corso il terzo gran premio stagionale del mondiale supersport del 2014.
Le due gare valide per il mondiale Superbike sono state vinte da Sylvain Guintoli e da Jonathan Rea, mentre quella del mondiale Supersport ha visto vincere Michael van der Mark.

## Superbike

### Gara 1
Fonte
Vittoria in gara 1 per Sylvain Guintoli, con la gara sospesa dalla bandiera rossa quando mancavano cinque giri alla fine, a causa della pista resa scivolosa dall'olio rilasciato dalla EBR 1190 RX di Geoff May. Per il pilota francese del team Aprilia Racing si tratta della seconda vittoria stagionale, con Tom Sykes secondo e Jonathan Rea terzo con la Honda CBR1000RR del team Pata Honda. Si classifica al quarto posto Loris Baz, autore della superpole il giorno precedente le gare domenicali.

#### Arrivati al traguardo
| Pos. | Nº | Pilota               | Squadra                      | Motocicletta               | Giri | Tempo     | Griglia | Punti |
| ---- | -- | -------------------- | ---------------------------- | -------------------------- | ---- | --------- | ------- | ----- |
| 1º   | 50 | Sylvain Guintoli     | Aprilia Racing               | Aprilia RSV4 Factory       | 16   | 25'56.636 | 2º      | 25    |
| 2º   | 1  | Tom Sykes            | Kawasaki Racing              | Kawasaki ZX-10R            | 16   | +1.259    | 3º      | 20    |
| 3º   | 65 | Jonathan Rea         | Pata Honda                   | Honda CBR1000RR            | 16   | +4.116    | 5º      | 16    |
| 4º   | 76 | Loris Baz            | Kawasaki Racing              | Kawasaki ZX-10R            | 16   | +4.459    | 1º      | 13    |
| 5º   | 24 | Toni Elías           | Red Devils Roma              | Aprilia RSV4 Factory       | 16   | +23.728   | 10º     | 11    |
| 6º   | 33 | Marco Melandri       | Aprilia Racing               | Aprilia RSV4 Factory       | 16   | +25.478   | 4º      | 10    |
| 7º   | 7  | Chaz Davies          | Ducati Superbike             | Ducati 1199 Panigale R     | 16   | +26.533   | 12º     | 9     |
| 8º   | 91 | Leon Haslam          | Pata Honda                   | Honda CBR1000RR            | 16   | +26.696   | 11º     | 8     |
| 9º   | 22 | Alex Lowes           | Voltcom Crescent Suzuki      | Suzuki GSX-R1000           | 16   | +27.971   | 9º      | 7     |
| 10º  | 59 | Niccolò Canepa       | Althea Racing                | Ducati 1199 Panigale R EVO | 16   | +33.479   | 7º      | 6     |
| 11º  | 23 | Luca Scassa          | Team Pedercini               | Kawasaki ZX-10R EVO        | 16   | +40.689   | 20º     | 5     |
| 12º  | 44 | David Salom          | Kawasaki Racing              | Kawasaki ZX-10R EVO        | 16   | +40.803   | 15º     | 4     |
| 13º  | 19 | Leon Camier          | BMW Motorrad Italia          | BMW S1000 RR EVO           | 16   | +41.086   | 13º     | 3     |
| 14º  | 71 | Claudio Corti        | MV Agusta RC-Yakhnich M.     | MV Agusta F4 RR            | 16   | +41.410   | 17º     | 2     |
| 15º  | 11 | Jérémy Guarnoni      | MRS Kawasaki                 | Kawasaki ZX-10R EVO        | 16   | +41.977   | 18º     | 1     |
| 16º  | 32 | Sheridan Morais      | Iron Brain Grillini Kawasaki | Kawasaki ZX-10R EVO        | 16   | +1:08.454 | 19º     |       |
| 17º  | 21 | Alessandro Andreozzi | Team Pedercini               | Kawasaki ZX-10R EVO        | 16   | +1:19.067 | 23º     |       |
| 18º  | 77 | Kervin Bos           | Winteb LiquidRubber Racing   | Honda CBR1000RR EVO        | 16   | +1:19.076 | 24º     |       |
| 19º  | 99 | Geoff May            | Hero EBR                     | EBR 1190 RX                | 16   | +1:29.475 | 27º     |       |
| 20º  | 10 | Imre Tóth            | BMW Team Toth                | BMW S1000 RR               | 15   | +1 giro   | 25º     |       |

#### Ritirati
| Nº | Pilota           | Squadra                      | Motocicletta           | Giri | Griglia |
| -- | ---------------- | ---------------------------- | ---------------------- | ---- | ------- |
| 84 | Michel Fabrizio  | Iron Brain Grillini Kawasaki | Kawasaki ZX-10R EVO    | 9    | 21º     |
| 58 | Eugene Laverty   | Voltcom Crescent Suzuki      | Suzuki GSX-R1000       | 6    | 8º      |
| 20 | Aaron Yates      | Hero EBR                     | EBR 1190 RX            | 6    | 26º     |
| 56 | Péter Sebestyén  | BMW Team Toth                | BMW S1000 RR EVO       | 2    |         |
| 34 | Davide Giugliano | Ducati Superbike             | Ducati 1199 Panigale R | 0    | 6º      |

#### Non partito
| Nº | Pilota       | Squadra                | Motocicletta        | Griglia |
| -- | ------------ | ---------------------- | ------------------- | ------- |
| 9  | Fabien Foret | Mahi Racing Team India | Kawasaki ZX-10R EVO | 22º     |

#### Fuori classifica
La Bimota BB3, motocicletta portata in gara dal team Bimota Alstare, partecipa al campionato anche se non ha ancora ottenuto l'omologazione da parte della FIM, pertanto i piazzamenti dei due piloti non vengono considerati, quindi non gli vengono assegnati punti per le classifiche mondiali.
| Nº | Pilota          | Squadra        | Motocicletta   | Giri | Tempo    | Griglia |
| -- | --------------- | -------------- | -------------- | ---- | -------- | ------- |
| 86 | Ayrton Badovini | Bimota Alstare | Bimota BB3 EVO | 16   | +35.101  | 14º     |
| 2  | Christian Iddon | Bimota Alstare | Bimota BB3 EVO | 8    | Ritirato | 16º     |

### Gara 2
Fonte
A causa delle condizioni climatiche avverse la seconda gara viene ridotta a soli dieci giri, con il britannico Jonathan Rea che vince alla guida della Honda CBR1000RR del team Pata Honda. Dietro a Rea, giunto alla sua personale dodicesima affermazione in carriera nel mondiale Superbike, al secondo posto si posiziona Alex Lowes con la Suzuki GSX-R1000 del team Voltcom Crescent Suzuki, che ottiene così il suo primo podio in carriera nel mondiale Superbike, con Davide Giugliano sulla Ducati 1199 Panigale R terzo a completare il podio.
Al termine delle due gare, la classifica piloti vede Tom Sykes (quarto in questa gara) al comando con 108 punti, secondo Sylvain Guintoli con 96 punti e Loris Baz terzo con 93.

#### Arrivati al traguardo
| Pos. | Nº | Pilota           | Squadra                      | Motocicletta               | Giri | Tempo     | Griglia | Punti |
| ---- | -- | ---------------- | ---------------------------- | -------------------------- | ---- | --------- | ------- | ----- |
| 1º   | 65 | Jonathan Rea     | Pata Honda                   | Honda CBR1000RR            | 10   | 19'09.464 | 5º      | 25    |
| 2º   | 22 | Alex Lowes       | Voltcom Crescent Suzuki      | Suzuki GSX-R1000           | 10   | +2.222    | 9º      | 20    |
| 3º   | 34 | Davide Giugliano | Ducati Superbike             | Ducati 1199 Panigale R     | 10   | +4.955    | 6º      | 16    |
| 4º   | 1  | Tom Sykes        | Kawasaki Racing              | Kawasaki ZX-10R            | 10   | +13.089   | 3º      | 13    |
| 5º   | 91 | Leon Haslam      | Pata Honda                   | Honda CBR1000RR            | 10   | +13.639   | 11º     | 11    |
| 6º   | 33 | Marco Melandri   | Aprilia Racing               | Aprilia RSV4 Factory       | 10   | +18.041   | 4º      | 10    |
| 7º   | 76 | Loris Baz        | Kawasaki Racing              | Kawasaki ZX-10R            | 10   | +21.837   | 1º      | 9     |
| 8º   | 7  | Chaz Davies      | Ducati Superbike             | Ducati 1199 Panigale R     | 10   | +26.919   | 12º     | 8     |
| 9º   | 50 | Sylvain Guintoli | Aprilia Racing               | Aprilia RSV4 Factory       | 10   | +32.766   | 2º      | 7     |
| 10º  | 59 | Niccolò Canepa   | Althea Racing                | Ducati 1199 Panigale R EVO | 10   | +37.965   | 7º      | 6     |
| 11º  | 77 | Kervin Bos       | Winteb LiquidRubber Racing   | Honda CBR1000RR EVO        | 10   | +44.141   | 24º     | 5     |
| 12º  | 23 | Luca Scassa      | Team Pedercini               | Kawasaki ZX-10R EVO        | 10   | +1:23.769 | 20º     | 4     |
| 13º  | 32 | Sheridan Morais  | Iron Brain Grillini Kawasaki | Kawasaki ZX-10R EVO        | 10   | +1:45.062 | 19º     | 3     |
| 14º  | 84 | Michel Fabrizio  | Iron Brain Grillini Kawasaki | Kawasaki ZX-10R EVO        | 9    | +1 giro   | 21º     | 2     |
| 15º  | 44 | David Salom      | Kawasaki Racing              | Kawasaki ZX-10R EVO        | 9    | +1 giro   | 15º     | 1     |
| 16º  | 10 | Imre Tóth        | BMW Team Toth                | BMW S1000 RR               | 9    | +1 giro   | 25º     |       |

#### Ritirati
| Nº | Pilota               | Squadra                  | Motocicletta         | Giri | Griglia |
| -- | -------------------- | ------------------------ | -------------------- | ---- | ------- |
| 58 | Eugene Laverty       | Voltcom Crescent Suzuki  | Suzuki GSX-R1000     | 7    | 8º      |
| 71 | Claudio Corti        | MV Agusta RC-Yakhnich M. | MV Agusta F4 RR      | 6    | 17º     |
| 19 | Leon Camier          | BMW Motorrad Italia      | BMW S1000 RR EVO     | 6    | 13º     |
| 21 | Alessandro Andreozzi | Team Pedercini           | Kawasaki ZX-10R EVO  | 4    | 23º     |
| 24 | Toni Elías           | Red Devils Roma          | Aprilia RSV4 Factory | 2    | 10º     |
| 9  | Fabien Foret         | Mahi Racing Team India   | Kawasaki ZX-10R EVO  | 2    | 22º     |
| 11 | Jérémy Guarnoni      | MRS Kawasaki             | Kawasaki ZX-10R EVO  | 0    | 18º     |

#### Non partiti
| Nº | Pilota          | Squadra       | Motocicletta     | Griglia |
| -- | --------------- | ------------- | ---------------- | ------- |
| 20 | Aaron Yates     | Hero EBR      | EBR 1190 RX      | 26º     |
| 99 | Geoff May       | Hero EBR      | EBR 1190 RX      | 27º     |
| 56 | Péter Sebestyén | BMW Team Toth | BMW S1000 RR EVO |         |

#### Fuori classifica
La Bimota BB3, motocicletta portata in gara dal team Bimota Alstare, partecipa al campionato anche se non ha ancora ottenuto l'omologazione da parte della FIM, pertanto i piazzamenti dei due piloti non vengono considerati, quindi non gli vengono assegnati punti per le classifiche mondiali.
| Nº | Pilota          | Squadra        | Motocicletta   | Giri | Tempo     | Griglia |
| -- | --------------- | -------------- | -------------- | ---- | --------- | ------- |
| 2  | Christian Iddon | Bimota Alstare | Bimota BB3 EVO | 10   | +1'12.574 | 16º     |
| 86 | Ayrton Badovini | Bimota Alstare | Bimota BB3 EVO | 0    | Ritirato  | 14º     |

## Supersport
Fonte
Prima vittoria in carriera nel campionato mondiale Supersport per il pilota olandese Michael van der Mark con la Honda CBR600RR del team Pata Honda. Con van der Mark, autore anche del giro veloce della gara, salgono sul palco di premiazione anche Florian Marino, secondo con la Kawasaki ZX-6R del team Kawasaki Intermoto Ponyexpres, e Jules Cluzel terzo con la MV Agusta F3 675 del team MV Agusta RC-Yakhnich M..
Al termine di questa gara, Marino diviene nuovo leader di campionato con 49 punti, con van der Mark secondo staccato di quattro punti e Kev Coghlan (quarto in questa gara) terzo a 44 punti.

### Arrivati al traguardo
| Pos. | Nº  | Pilota               | Squadra                       | Motocicletta     | Giri | Tempo     | Griglia | Punti |
| ---- | --- | -------------------- | ----------------------------- | ---------------- | ---- | --------- | ------- | ----- |
| 1º   | 60  | Michael van der Mark | Pata Honda                    | Honda CBR600RR   | 18   | 29'47.030 | 3º      | 25    |
| 2º   | 21  | Florian Marino       | Kawasaki Intermoto Ponyexpres | Kawasaki ZX-6R   | 18   | +9.494    | 1º      | 20    |
| 3º   | 16  | Jules Cluzel         | MV Agusta RC-Yakhnich M.      | MV Agusta F3 675 | 18   | +14.988   | 4º      | 16    |
| 4º   | 88  | Kev Coghlan          | DMC Panavto-Yamaha            | Yamaha YZF R6    | 18   | +17.131   | 6º      | 13    |
| 5º   | 26  | Lorenzo Zanetti      | Pata Honda                    | Honda CBR600RR   | 18   | +17.430   | 7º      | 11    |
| 6º   | 44  | Roberto Rolfo        | Team Go Eleven                | Kawasaki ZX-6R   | 18   | +20.266   | 14º     | 10    |
| 7º   | 5   | Roberto Tamburini    | San Carlo Puccetti Racing     | Kawasaki ZX-6R   | 18   | +20.662   | 12º     | 9     |
| 8º   | 35  | Raffaele De Rosa     | CIA Insurance Honda           | Honda CBR600RR   | 18   | +21.370   | 10º     | 8     |
| 9º   | 99  | Patrick Jacobsen     | Kawasaki Intermoto Ponyexpres | Kawasaki ZX-6R   | 18   | +23.557   | 9º      | 7     |
| 10º  | 19  | Kevin Wahr           | RS Wahr by Kraus Racing       | Yamaha YZF R6    | 18   | +25.908   | 13º     | 6     |
| 11º  | 24  | Marco Bussolotti     | Team Lorini                   | Honda CBR600RR   | 18   | +26.051   | 8º      | 5     |
| 12º  | 65  | Vladimir Leonov      | MV Agusta RC-Yakhnich M.      | MV Agusta F3 675 | 18   | +27.815   | 15º     | 4     |
| 13º  | 14  | Ratthapark Wilairot  | Core PTR Honda                | Honda CBR600RR   | 18   | +30.450   | 17º     | 3     |
| 14º  | 84  | Riccardo Russo       | Team Lorini                   | Honda CBR600RR   | 18   | +39.705   | 11º     | 2     |
| 15º  | 61  | Fabio Menghi         | VFT Racing                    | Yamaha YZF R6    | 18   | +50.214   | 20º     | 1     |
| 16º  | 55  | Pepijn Bijsterbosch  | Langenscheid R. by Fast Bike  | Yamaha YZF R6    | 18   | +1:01.685 | 22º     |       |
| 17º  | 7   | Nacho Calero         | CIA Insurance Honda           | Honda CBR600RR   | 18   | +1:02.043 | 21º     |       |
| 18º  | 10  | Alessandro Nocco     | San Carlo Puccetti Racing     | Kawasaki ZX-6R   | 18   | +1:02.534 | 19º     |       |
| 19º  | 89  | Fraser Rogers        | Com Plus SMS Racing           | Honda CBR600RR   | 18   | +1:21.586 | 23º     |       |
| 20º  | 161 | Alexey Ivanov        | DMC Panavto-Yamaha            | Yamaha YZF R6    | 17   | +1 giro   | 24º     |       |
| 21º  | 9   | Tony Coveña          | Kawasaki Ponyexpres Intermoto | Kawasaki ZX-6R   | 17   | +1 giro   | 18º     |       |

### Ritirati
| Nº | Pilota             | Squadra                | Motocicletta   | Giri | Griglia |
| -- | ------------------ | ---------------------- | -------------- | ---- | ------- |
| 54 | Kenan Sofuoğlu     | Mahi Racing Team India | Kawasaki ZX-6R | 12   | 2º      |
| 4  | Jack Kennedy       | CIA Insurance Honda    | Honda CBR600RR | 8    | 5º      |
| 11 | Christian Gamarino | Team Go Eleven         | Kawasaki ZX-6R | 5    | 16º     |